# Uli Böttcher
Uli Böttcher, auch Ulrich Böttcher (* 1955), ist ein deutscher Perkussionist und Live-Elektroniker.

## Leben
Böttcher studierte zunächst Bildende Kunst. Neben seiner Tätigkeit als Künstler spielte er als Perkussionist in verschiedenen Salsa-Bands.
1993 entdeckte er die improvisierte Musik und die Neue Improvisationsmusik für sich. Er begann dabei zunächst als Schlagzeuger verlagerte den Schwerpunkt seiner Arbeit aber immer mehr auf die Live-Elektronik.
Er tritt häufig bei Festivals auf und arbeitet mit Musikern der Improvisations-Szene wie Roger Turner, Dirk Marwedel, Uwe Oberg, Wolfgang Schliemann, Claus van Bebber, Carl Ludwig Hübsch, Michel Waisvisz, Phil Minton, Matthias Schubert, Erhard Hirt, der Neuen Dresdner Kammermusik und Eugene Chadbourne zusammen. Er ist Mitbegründer des Humanoise Congress der Kooperative New Jazz.
Böttcher lebt in Wiesbaden.

## Diskografie (Auswahl)
- Nefastismaschine (mit Ulrich Phillipp und Uwe Buhrdorf), Hybrid Music Production, 1996
- Schnack (mit Paul Hubweber), Anthropometrics, 2005
- Schnack – live in Münster, Bruxelles and Zürich (mit Paul Hubweber), NurNichtNur, 2005
- Rot / Roh (mit Martin Klapper), NurNichtNur, 2008.
- Schnack – 3 (mit Dan Warburton und Paul Hubweber), NurNichtNur, 2008
- Lurk Lab: Live at Shelter Sounds – Jörg Fischer, Matthias Schubert und Uli Böttcher, JazzHausMusik, 2013
- Fischer - Böttcher - Schmitz + Mahall: Sizzle Club mit Rudi, sporeprint, 2021